# Truckradio
Truckradio (Eigenschreibweise: TruckRadio) war ein privater Rundfunksender der Starlet Media AG mit Sitz in Fürth, Bayern. Truckradio sendete ein vor allem aus Country- und Rockmusik bestehendes Programm und wandte sich an die Zielgruppe der Berufskraftfahrer („Trucker“) und Langzeitautofahrer.

## Geschichte
Der Sender startete am 6. Dezember 2004 den Sendebetrieb über die Mittelwellensender in Jülich und Nordkirchen. Das Programm sollte sich an eine Zielgruppe der 25–65-Jährigen richten. Der Wortanteil lag dabei zwischen 5 % und 25 %. Das Programm wurde Montag bis Samstag live moderiert und es gab stündlich Nachrichten.
Der Sender war bis September 2008 in Deutschland auf mehreren Mittelwellenfrequenzen und in Österreich auch über UKW empfangbar.

### Empfang
Mittelwelle
- 531 kHz (Sender Burg)
- 702 kHz (Sender Jülich)
- 738 kHz (Sender Hirschlanden)
- 855 kHz (Sender Nordkirchen) – wurde schon am 15. Mai 2008 eingestellt.

DAB
- teilweise lokal in Bayern, Bremen, Hessen, Niedersachsen, Hamburg und im Saarland

UKW (nur Österreich)
- 102,5 MHz (Spittal an der Drau)

Satellit
- digital über den Satelliten Astra 1H (12.663 MHz horizontal, SR 22.000)[2]

Internet
- über einen Internetstream

Es wurde auch geplant, das Programm über einen Mittelwellensender in Frankfurt auf der Frequenz 1080 kHz und über Digitalradio in ganz Hamburg und in Sachsen zu verbreiten. Dies wurde jedoch nie durchgeführt.

### Das Ende des Sendebetriebs
In Österreich wurde Truckradio terrestrisch über UKW auch in Spittal an der Drau verbreitet, eine Ausweitung dank zweier neuer Frequenzen wurde aber nie durchgeführt. Die Lizenz wurde seitens der KommAustria Anfang 2008 nicht verlängert.
Infolgedessen meldete der Sender Mitte Mai 2008 Insolvenz an.
Nach der Abschaltung der terrestrischen Frequenzen im September 2008 hat man bis Anfang September 2009 lediglich über das Internet gesendet.